# 레밍속
레밍속(Lemmus)은 비단털쥐과에 속하는 설치류 속의 하나이다. 노르웨이레밍을 포함하여 5종을 포함하고 있다.

## 하위 종
- 아무르레밍 (L. amurensis)
- 노르웨이레밍 (L. lemmus)
- 동시베리아레밍 (L. paulus)
- 우랑겔섬레밍 (L. portenkoi)
- 시베리아갈색레밍 (L. sibiricus)
- 북아메리카갈색레밍 (L. trimucronatus)